# Район Чюо (Ніїґата)
37°54′58″ пн. ш. 139°2′11″ сх. д. / 37.91611° пн. ш. 139.03639° сх. д.
Райо́н Чюо́ (яп. 中央区, ちゅうおうく, МФА: [t͡ɕuːoː ku̥], «Центральний район») — район міста Ніїґата префектури Ніїґата в Японії. Станом на 1 квітня 2009 площа району становила 37,42 км². Станом на 1 червня 2011 населення району становило 181 456 осіб.

## Освіта
- Ніїґатський університет (додатковий кампус)